# Salar de Ascotán
El Salar de Ascotán es un salar localizado en la Región de Antofagasta. Su cuenca hidrológica es de 1.455 kilómetros cuadrados y se extiende hasta Bolivia.

## Ubicación
La cuenca limita al norte con la del Salar de Carcote, al este con pequeñas cuencas endorreicas, incluyendo las de la lagunas Cañapa y Hedionda, de la que está separado por la cordillera de cerros de Cañapa y cerro Araral, entre otros. Al sur, la cuenca bordea con la cuenca del río San Pedro de Inacaliri, mientras que, al oeste, la división del drenaje entre el salar y la cuenca superior del río Loa está marcada por las cumbres de una cadena de volcanes culminando en Palpana.

## Características
El salar de Ascotán tiene una superficie de 246 km² y la línea de tren del Ferrocarril de Antofagasta a Bolivia transcurre por su parte occidental, en un trayecto de 35 km.
Las principales características morfométricas y climatológicas del salar son:: II-33 
- altura: 3716 m
- superficie de la cuenca: 1757 km²
- superficie del salar: 243 km²
- superficie de las lagunas 18 km²
- precipitaciones: 100 - 150 mm/año
- evaporación potencial: 1630 mm/año
- temperatura media: 5,8 °C

Luis Risopatrón menciona también los:: 51 
Ascotan (Ojos de agua de) 21° 41' 68° 14'. Son tres, de los que los dos principales, distan 567 m uno de otro i se encuentran en una línea NE-SW, a 3 732 m de altitud, en la parte SE del salar del mismo nombre; se aprovecha jeneralmente el de mas al S para la bebida, que tiene agua con olor a hidrójeno sulfurado i con 21° C de temperatura, teniendo 32° C el de mas al N, que es mas caudaloso, pero de aguas mas salobres i el tercero se halla un poco mas al SW. Están rodeados de veguitas, con pasto raquítico. 2, 31, p. 155; 63, p. 116; 116, p. 168; i 155, p. 58; ojo en 62, II, p. 350; 98, III, p. 196; 134; i 156; i baños en 85, p. 111; i termas Baños de Ascotan en 68, p. 36.

## Historia
Francisco Astaburuaga lo describe en su obra Diccionario Jeográfico de la República de Chile de 1899:
Ascotán (Lago de). —Hondonada entre las sierras centrales de los Andes sobre el límite oriental del departamento de Antofagasta, cuyo comedio se halla por los 21° 35' Lat. y 68° 14' Lon., y á unos 3,600 metros del nivel del Pacifico. Ha sido la cuenca de un extenso lago de aguas salinas, desecado en su mayor parte y sembrado de lagunajos y saladares, y rodeado de cerros pelados, que pasan de 4,000 metros de altitud. Contiene bórax en abundancia. A su extremidad sur tiene la aldea de su nombre, y los Ojos de Agua, y á la del norte deja el volcán Ollagua; abriéndose en este espacio el tránsito del ferrocarril de Antofagasta al través de los Andes de esa parte.
Risopatrón lo describe en las siguientes líneas:
Ascotan (Salar de) 21° 30' 68° 20'. Tiene 246,5 km² de superficie, con bórax en abundancia i corrientes de agua que van unas de N a S i otras de S a N i forman lagunajos en su parte central, en muchos de los cuales hai diversidad de peces; es peligroso atravesarlo fuera de los caminos, se encuentra rodeado de cerros pelados, al pié W del cordón limitáneo con Bolivia i orillado en su parte W por el ferrocarril de Calama a Bolivia. La estación de Cebollar es el asiento de la esplotacion del borato. Se ha rejistrado 24° C para la temperatura mínima en invierno i se ha anotado en el mes de diciembre 26° C para la temperatura máxima, 3° C para la mínima, 23° C para la oscilación máxima en 12 horas i 2,7 m por segundo para la velocidad máxima del viento. 1, X, p. 223 i carta de Bertrand (1884); 58, p. 144; 63, p. 106; 116, p. 150, 151, 179, 183 i 188; 134; i 156: i lago en 62; II, p. -350; 97, p. 161 i mapa de Valdes (1886); i 155, p. 58.

## Población, economía y ecología

Vistas de perspectiva
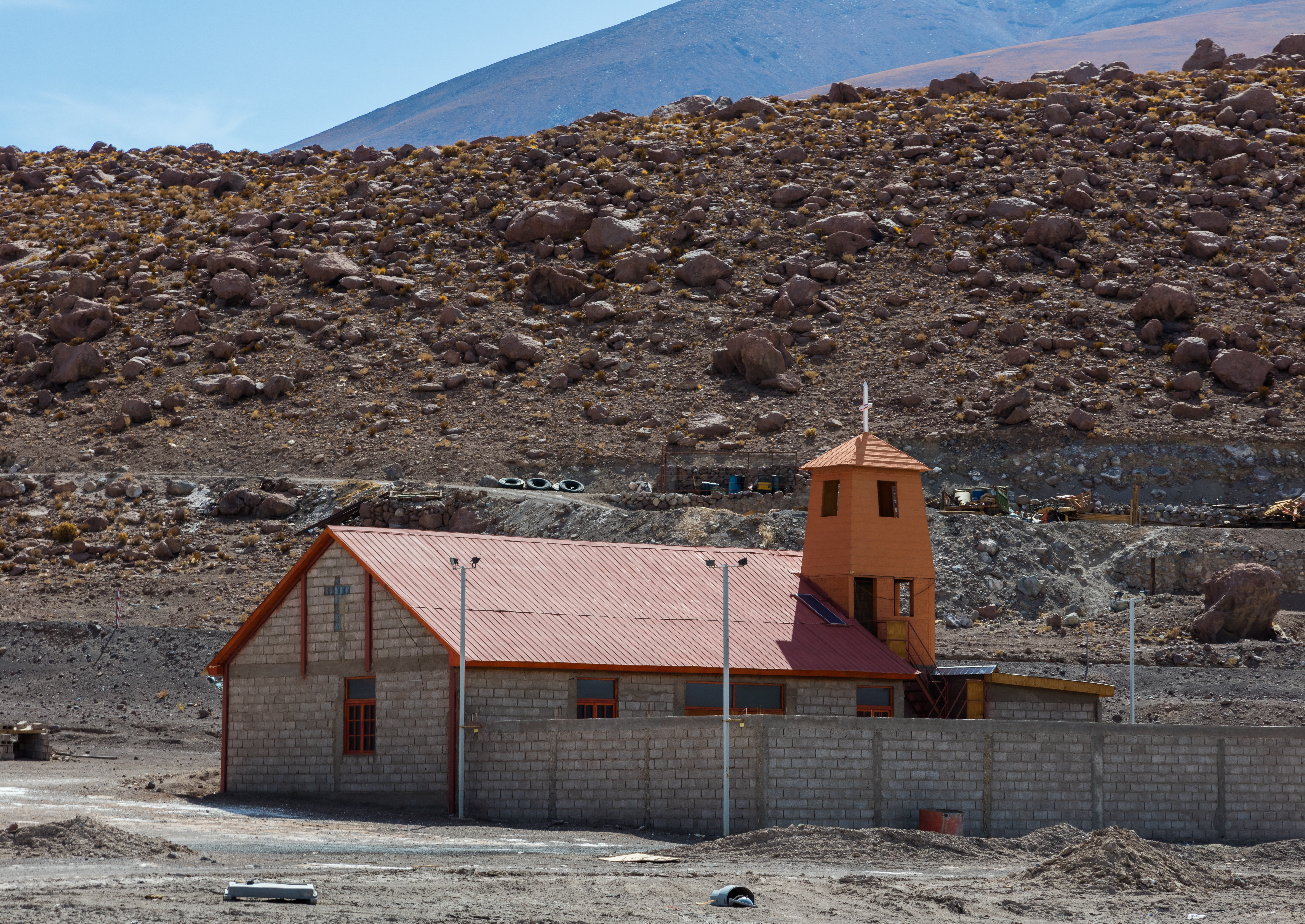
Iglesia en el salar de Ascotán.
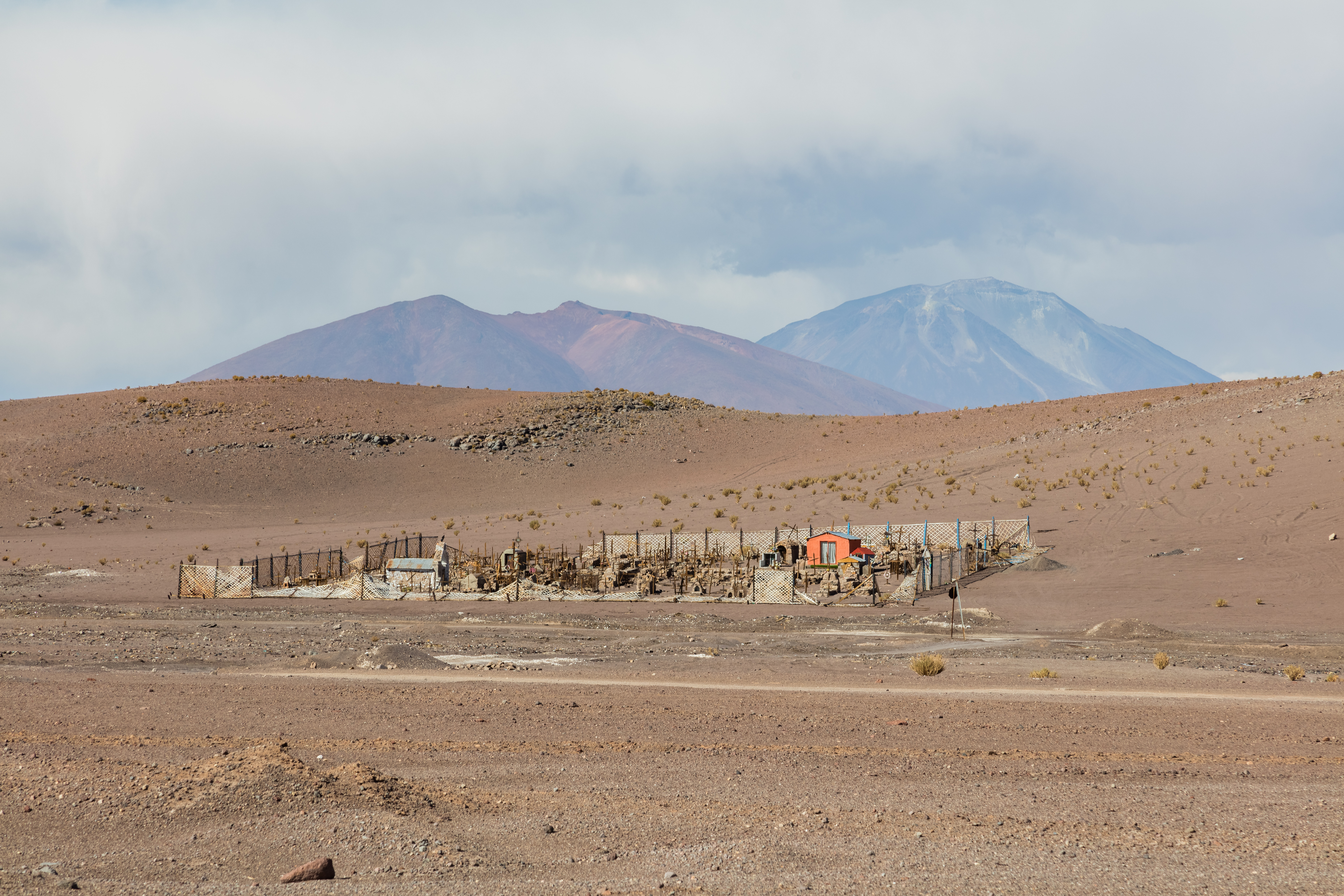
Cementerio en el salar de Ascotán.